# نیکولای خایتوف
نیکلای خایتف (به بلغاری: Николай Хайтов) (۱۵ سپتامبر ۱۹۱۹ - ۳۰ ژوئن ۲۰۰۲) نویسنده و نمایشنامه‌نویس بلغاری بود. او به خاطر پژوهشی که در زمینه زندگی انقلابی بلغار، واسیل لوسکی انجام داد شهرت دارد. خایتف بر نویسندگان معاصر بلغار تأثیر فراوان گذاشته است.
نیکلای خایتف در سال ۱۹۱۹ به دنیا آمد، تحصیلات دانشگاهی را در رشته جنگلداری به پایان رسانید مدتها در جنگل و کوهستان نزد کارگران جنگل به سر برد.
آثار خایتف در بلغارستان با استقبال فراوان روبرو بوده و پاره‌ای از آثارش به بسیاری از زبان‌ها نیز ترجمه شده است. در زمینه داستان کوتاه، رمان، نمایشنامه آثاری از جمله رقیب‌ها، داستان‌های پراکنده، یاغیان، برگ‌های رون پدید آورد. در توصیف او گفته‌اند که وی را رسام و نقاش جامعه باید دانست زیرا به زیبایی به تصویر و ترسیم جامعه خویش پرداخته و از موضوعات اجتماعی بحث‌های جالب در آثارش آورده‌است.